# ماجد لعبة خشبية
ماجد لعبة خشبية مسلسل كرتوني مكون من 52 حلقة، وهو من إنتاج نيبون أنيميشن وكان أول بث له في عام 1972. قصة المسلسل مستوحاة من رواية بينوكيو
لكارلو كولودي

## قصة المسلسل
برغم من الاختلاف الطفيف الذي ألحقوه بحبكة المسلسل إلا أن المسلسل ظل أمينا لسياق نص الرواية الأصلية.

## الأصوات العربية
- هالة فاخر
- محمد فريد
- إنعام الجريتلي
- سيد عزمي
- علي عرابي
- ممدوح السيد
- إنعام سالوسة
- سامي مغاوري
- لطفي لبيب
- عز الدين شعيب

بالاشتراك مع :
- عادل خلف
- أمل عبد الجواد
- إيمان عبد الجواد
- سامح مجاهد
- أسامة عبد الجواد
- عبد الحكيم محمد

## روابط خارجية
- ماجد لعبة خشبية على موقع IMDb (الإنجليزية)
- ماجد لعبة خشبية على موقع كينوبويسك (الروسية)
- ماجد لعبة خشبية على موقع قاعدة بيانات الفيلم (الإنجليزية)
- ماجد لعبة خشبية على موقع ANN anime (الإنجليزية)